# Albitreccia
Albitreccia ist eine französische Gemeinde auf der Mittelmeerinsel Korsika mit 1.780 Einwohnern (Stand 1. Januar 2022). Sie gehört zum Département Corse-du-Sud und zum Arrondissement Ajaccio. Der Name ist italienisch, lautet auf korsisch „Albitru“ und heißt so viel wie „Erdbeerbaum“.

## Geografie
Das Gemeindegebiet von Albitreccia erstreckt sich vom korsischen Gebirge im Osten (das Dorf Albitreccia liegt auf 450 Metern über dem Meeresspiegel) weit nach Westen bis an die Mündung des Prunelli in das Mittelmeer. Die höchste Erhebung in Albitreccia ist der 1059 m hohe Berg Punta Cuzzanicciu. An der Küste liegen die Ortsteile Marina Viva, Résidence du Golfe d'Ajaccio, Porticcio und Les Hameaux de Porticcio. Vom Dorf Albitreccia zur Küste gibt es durch das Gebirge keine direkte Straßenverbindung, sodass man in die Ortsteile am Meer Umwege über Cauro oder Pietrosella in Kauf nehmen muss.
Umgeben wird Albitreccia  von den sechs Nachbargemeinden:
|             | Grosseto-Prugna                             |              |
| Mittelmeer  | Kompassrose, die auf Nachbargemeinden zeigt |              |
| Pietrosella | Cognocoli-Monticchi Guargualé Urbalacone    | Cardo-Torgia |

## Geschichte
Albitreccia ist seit sehr langer Zeit besiedelt. Auf seinem Gebiet wurde eine Stätte aus der Jungsteinzeit mit Plattengräbern gefunden. Einigen Quellen zufolge könnte es sich um eine von Strabon erwähnte antike Stadt handeln.
Die Gemeinde ist reich an archäologischen Stätten, Hinterlassenschaften der Urgeschichte und des Mittelalters. Casteddi, befestigte Wohnungen im Besitz der großen Herrenfamilien, standen auf den Bergen. Auch die Spuren mehrerer romanischer Kapellen zeugen von einer bedeutenden Gründung im Mittelalter.
Die Region hat viele Einfälle von Sarazenen und Barbaren erlebt, die für die Küstendörfer und sogar für einige Länder im Landesinneren verheerend waren. Insbesondere für den Weiler Bisinao, der im 16. Jahrhundert vollständig zerstört wurde. Erst Ende des 16. Jahrhunderts beschloss der Sankt-Georgs-Orden, der die Insel für die ehemalige Republik Genua verwaltete, die Küsten zu befestigen. Zu Beginn des 17. Jahrhunderts verstärkte Genua diese Verteidigungsanlagen und errichtete auch Türme.

## Bevölkerungsentwicklung
| Jahr      | 1962 | 1968 | 1975 | 1982 | 1990 | 1999 | 2008 | 2019 |
| Einwohner | 280  | 248  | 283  | 456  | 609  | 867  | 1454 | 1771 |

Die Nähe zu den Stränden des Golfs von Ajaccio hat seine Entwicklung gefördert. Die Einwohnerzahl der Gemeinde hat sich in zwanzig Jahren mehr als verdoppelt. Der Tourismus ist zum wichtigsten Wirtschaftsmotor von Albitreccia geworden. Am Strand von Agosta wurde auch das heute größte Hotel Korsikas errichtet (170 Zimmer).

## Sehenswürdigkeiten
- Pfarrkirche Sainte-Catherine aus dem 19. Jahrhundert
- Kirche Saint-Pierre im Weiler Bisinao aus dem 19./20. Jahrhundert

|  |  |